# Ameglia
Ameglia är en ort och kommun i provinsen La Spezia i regionen Ligurien i Italien. Kommunen hade 4 316 invånare (2018).